# Trautmannsdorf in Oststeiermark
Trautmannsdorf in Oststeiermark est une commune autrichienne du district de Südoststeiermark en Styrie.